# Eutanyacra solitaria
Eutanyacra solitaria là một loài tò vò trong họ Ichneumonidae.